# 仙台市立中田小学校
仙台市立中田小学校（せんだいしりつ なかだしょうがっこう）は、宮城県仙台市太白区にある公立小学校である。

## 概要
学校は仙台市の南部に位置しており、国道4号仙台バイパス沿いにある。近くに中田中学校がある。

## 所在地
- 仙台市太白区中田4丁目1-1

## 沿革
- 1873年（明治6年）7月7日 - 四十番小学校として前田村宝泉寺を仮教室として開校。
- 1877年（明治10年） - 止善（しぜん）小学校と改称、前田地区に二階建て校舎を改築。
- 1878年（明治11年） - 辻文部兼書記官が本校を巡視。
- 1880年（明治13年） - 止善中田小学校と改築。
- 1886年（明治19年） - 中田尋常小学校と改称。
- 1888年（明治21年） - 「図画」「裁縫」の2教科が加わる。
- 1889年（明治22年） - 村内を2つに分け中田と袋原に尋常小学校を設置。
- 1891年（明治24年） - 中田・袋原・西多賀が連合運動会をする。
- 1894年（明治27年）9月 - 校舎を中田町南端沿道へ移転する。
- 1895年（明治28年） - 校舎増築、二階建てにし奉安所及び講堂とする。
- 1901年（明治34年） - 四年生の高等科新設。
- 1905年（明治38年） - 中田小学校同窓会が誕生。
- 1908年（明治41年） - 中田尋常高等小学校と改称、袋原・柳生両小学校を統合。
- 1913年（大正2年）9月 - 新築校舎上棟式、現在の位置に建築。
- 1941年（昭和16年）4月1日 - 国民学校令により、仙台市立中田国民学校に改称。
- 1947年（昭和22年）4月1日 - 学制改革により、仙台市立中田小学校に改称。
- 1965年（昭和40年）4月1日 - 四郎丸小学校が分離開校。
- 1974年（昭和49年）4月1日 - 袋原小学校が分離開校。
- 1983年（昭和58年）4月1日 - 西中田小学校が分離開校。
- 2023年（令和5年）7月1日 - 創立150周年記念式典挙行[1]。

## 学区
出典
- 中田1丁目
- 中田2丁目
- 中田3丁目
- 中田4丁目
- 中田5丁目
- 中田6丁目
- 中田7丁目
- 東中田1丁目（1～9番、25番の一部）
- 東中田2丁目（1～9番）
- 東中田5丁目（12番の一部）
- 東中田6丁目（1～14番、15番、16番の一部、17番）
- 中田町（字後河原(1～10番、27番以降)、字鎌ケ淵、字北、字小前田、字清水、字神明東、字杉ノ下、字二軒橋の一部、字南）

## 進学先中学校
出典
- 仙台市立中田中学校

## 周辺
- 仙台市中田児童館 - 敷地が隣接。
- 社会福祉法人あおば厚生福祉会中田なないろ保育園 - 敷地が隣接し、かつ進学前保育園のひとつ。
- 社会福祉法人銀杏の会バンビの森こども園 - 敷地が隣接し、かつ進学前こども園のひとつ。
- 仙台市中田証明発行センター - 敷地が隣接。中田なないろ保育園に隣接。
- 仙台市消防局太白消防署中田出張所
- 仙台中田郵便局

## アクセス
- 仙台市営バス「20」系統・「25」系統で、「中田小学校前」停留所下車。
- JR東日本東北本線南仙台駅から、徒歩約645m・約10分。